# Alemania Occidental en los Juegos Paralímpicos de Tokio 1964
Alemania Occidental estuvo representada en los Juegos Paralímpicos de Tokio 1964 por diez deportistas, ocho hombres y dos mujeres.

## Medallistas
El equipo paralímpico obtuvo las siguientes medallas:
| Nombre             | Deporte       | Evento                                         |
| ------------------ | ------------- | ---------------------------------------------- |
| Oro                |               |                                                |
| Walter Prössl      | Atletismo     | Jabalina B masculino                           |
| Walter Prössl      | Atletismo     | Maza B masculino                               |
| Walter Prössl      | Atletismo     | Peso B masculino                               |
| Sedlacek           | Natación      | 25 m libre prono incompleto clase 2 masculino  |
| K. H. Sass         | Natación      | 50 m libre prono completo clase 3 masculino    |
| Plata              |               |                                                |
| Sedlacek           | Natación      | 25 m libre supino incompleto clase 2 masculino |
| Heinz Simon        | Natación      | 50 m libre prono completo clase 3 masculino    |
| Bronce             |               |                                                |
| I. Strecker        | Atletismo     | Peso A femenino                                |
| I. Rose            | Atletismo     | Peso A masculino                               |
| W. Brenken         | Natación      | 25 m libre prono completo clase 2 masculino    |
| Marlene Muhlendyck | Tenis de mesa | Individual C femenino                          |
| Heinz Simon Fuchs  | Tenis de mesa | Dobles C masculino                             |